# Gerichtsbezirk Windischfeistritz
Der Gerichtsbezirk Windischfeistritz (slowenisch: sodni okraj Slovenska Bistrica) war ein dem Bezirksgericht Windischfeistritz unterstehender Gerichtsbezirk im Bundesland Steiermark. Er umfasste Teile des politischen Bezirks Marburg (Okraj Maribor) und wurde 1919 dem Staat Jugoslawien zugeschlagen.

## Geschichte
Der Gerichtsbezirk Windischfeistritz wurde durch eine 1849 beschlossene Kundmachung der Landes-Gerichts-Einführungs-Kommission geschaffen und umfasste ursprünglich die 45 Gemeinden Alpen, Buchberg, Deschno, Freiheim, Gabernigg, Güßkübl, Hölldorf, Hoschnitz, Hrastowetz, Jellovetz, Kalsche, Kerschbach, Kohlberg, Krottendorf, Laporje, Luxendorf, Modrasche, Oberfeistritz, Oberloßnitz, Obernau, Oberpulsgau, Petschke, Pirkdorf, Pöltschach, Pokosche, Pretresch, Rittersberg, Schentovetz, Schmeretzen, Schmidsberg, St. Anna, St. Martin, St. Ulrich, Stanosco, Stattenberg, Stoppno, Studenitz, Tainach, Unterlosnitz, Unterneudorf, Unterpulsgau, Verholle, Windischfeistritz, Woitina und Ziegelstadt.
Der Gerichtsbezirk Windischfeistritz bildete im Zuge der Trennung der politischen von der judikativen Verwaltung
ab 1868 gemeinsam mit den Gerichtsbezirken Marburg (Maribor), ohne die Stadt Marburg, und St. Leonhard in Windischbühel (Sveti Lenart v Slovenskih Goricah) den Bezirk Marburg (Okraj Maribor).
Durch die Grenzbestimmungen des am 10. September 1919 abgeschlossenen Vertrages von Saint-Germain wurde der Gerichtsbezirk zur Gänze dem Königreich Jugoslawien zugeschlagen.

## Bevölkerung
Der Gerichtsbezirk Windischfeistritz wies 1890 eine anwesende Bevölkerung von 19.772 Personen auf, wobei 17.290 Menschen Slowenisch und 2342 Menschen Deutsch als Umgangssprache angaben.
1910 wurden für den Gerichtsbezirk 19.873 Personen ausgewiesen, von denen 17.374 Slowenisch (87,4 %) und 2.283 Deutsch (11,5 %) sprachen.
Eine deutschsprachige Mehrheit gab es 1910 in den Gemeinden Hölldorf (slowenisch: Pekel, heute Teil der Stadt Marburg/Maribor) und Windischfeistritz (Slovenska Bistrica) mit 73,9 % bzw. 57,7 %, hinzu kamen starke deutschsprachige Minderheiten in Unterpulsgau (Spodnja Polskava) und Oberfeistritz (Zgornja Bistrica) mit 28,2 % bzw. 44,2 %.

## Gerichtssprengel
Der Gerichtssprengel Windischfeistritz umfasste im Jahr 1910 kurz vor seiner Auflösung die 43 Gemeinden Bojtina (Weoitina), Brezje (Pirkdorf), Bukovec (Buchberg), Cigonce (Ziegelstatt), Črešnjovec (Kerschbach), Dežno (Döschno), Frajham (Freiheim), Gabrnik (Gabernig), Hošnica (Hoschnitz), Hrastovec (Hrastowetz), Jelovci-Makole (Jellowetz-Maxau), Kalše (Kalsche), Kovača Ves (Schmittsberg), Laporje, Lušečka Ves (Luxendorf), Modraže (Modrasche), Ogljenšak (Kohlberg), Ošelj (Ossel), Pečke (Petschke), Pekel (Hölldorf), Pokoše (Pokosche), Poljčane (Pöltschach), Pretrež (Pretresch), Ritosnoj (Rittersberg), Šentovec (Schentowetz), Slovenska Bistrica (Windischfeistritz), Smerčno (Smeretschen), Spodnja Ložnica (Unterlosnitz), Spodnja Nova Ves (Unterneudorf), Spodnja Polskava (Unterpulsgau), Stanosko, Statenbreg (Stattenberg), Stopno, Studenice (Studenitz), Sveta Ana (Sankt Anna), Sveti Martin na Pohorji (Sankt Martin am Bachern), Tinje (Tainach), Vrhloga (Obernau), Vrhole (Werholle), Žabljek (Krottendorf), Zgornja Bistrica (Oberfeistritz), Zgornja Ložnica (Oberlosnitz) und Zgornja Polskava (Oberpulsgau).